# Mihaela Melinte
Mihaela Melinte (Bacău, 27 de março de 1975) é uma ex-atleta romena, campeã mundial do lançamento de martelo.
Ex-recordista mundial entre 1998 e 2005, doze vezes campeã nacional romena, campeã europeia e mundial da prova, ela nunca participou dos Jogos Olímpicos. Ela testou positivo para nandrolona, um esteroide anabolizante, às vésperas dos jogos de Sydney 2000 quando se encontrava no auge da forma, e foi suspensa por dois anos, perdendo a competição. Quando retornou, não alcançou mais o desempenho anterior em competições globais. Seu título mundial foi conquistado no Campeonato Mundial de Atletismo de 1999 em Sevilha, Espanha.